# Newmania serpens
Newmania serpens là một loài thực vật có hoa trong họ Gừng. Loài này được Lý Ngọc Sâm và Jana Leong-Škorničková mô tả khoa học lần đầu tiên năm 2011.
Mẫu định danh: Lý 332; thu thập ngày 28 tháng 5 năm 2009 ở  cao độ 316 m, núi Dầu, thôn Trường Lệ, xã Hành Tín Đông, huyện Nghĩa Hành, tỉnh Quảng Ngãi, Việt Nam. Mẫu holotype lưu giữ tại Viện Sinh học Nhiệt đới (VNM), các mẫu isotype lưu giữ tại Vườn Thực vật Hoàng gia tại Edinburgh (E), Bảo tàng Lịch sử Tự nhiên Pháp (P) và Vườn Thực vật Singapore (SING).

## Từ nguyên
Tính từ định danh serpens là từ tiếng Latinh nghĩa là rắn, bò trườn; ở đây là nói tới cụm hoa mọc bò trườn trên mặt đất của loài này.

## Phân bố
Tìm thấy tại tỉnh Quảng Ngãi, Việt Nam. Mọc trong bụi cây thấp ẩm ướt và nhiều bóng râm của rừng lá sớm rụng nguyên sinh đã suy thoái, với các loài cây họ Dầu (Dipterocarpaceae) chiếm ưu thế, ở cao độ 300–500 m.

## Mô tả
N. serpens có thân bẹ yếu, độ cao cao tối đa đến 100 cm, thường mang 10-15 lá, phiến lá mỏng, hình elip hẹp, gân lá nổi rất rõ, cụm hoa thưa, yếu, mọc bò trườn trên mặt đất, các cành hoa bông thóc lỏng lẻo nhiều hay ít; cánh môi màu tím với vệt đỏ tươi và các sọc trắng ở đáy và giữa phiến.